# Mapinguari

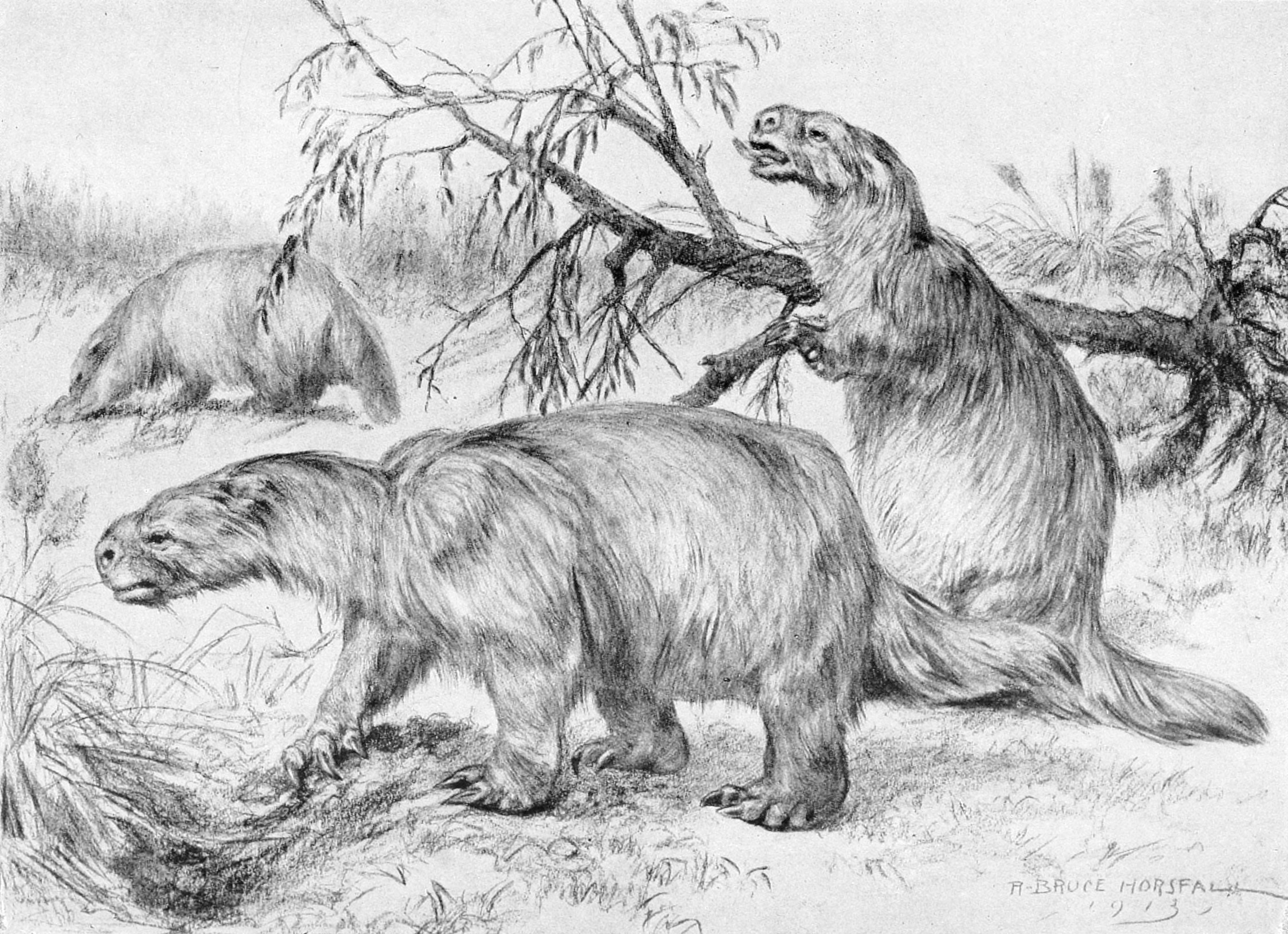
Mesmo com a rejeição dos biólogos, David Oren especulava que o mapinguari poderia ser uma preguiça-gigante.

O mapinguari (ou mapinguary) é uma criatura lendária (criptídeo) descrito como sendo coberta de um longo pelo vermelho, e vivendo na floresta amazônica do Brasil e Bolívia.[carece de fontes?] O significado do nome é incerto, mas é possível que tenha origem na língua tupi.
Os cientistas ainda desconhecem essa criatura. Uma hipótese que explicaria a existência do Mapinguari, sugerida pelo paleontólogo argentino Florentino Ameghino no fim do século XIX, seria o fato da sobrevivência de algumas preguiças gigantes (Pleistoceno, 12 mil anos atrás) no interior da floresta amazônica.[carece de fontes?]
Entre muitos, o ornitólogo David Oren chegou a empreender expedições em busca de provas da existência real da criatura. Não obteve nenhum resultado conclusivo. Pelos recolhidos mostraram ser de uma cutia, amostras de fezes de um tamanduá e moldes de pegadas não serviriam muito, já que, como declarou, “podem ser facilmente forjadas”. O mapinguari seria semelhante ao pé-grande.